# Sacré Choeur
Sacré Choeur, tidigare Uppsala Missionskyrkas kammarkör, bildades 1963 av Ingemar Braennstroem, som också var körens dirigent. Kören ombildades 1975 till en ekumenisk kör och antog 1976 namnet Sacré Choeur. Kören spelade in ett flertal skivor och var bland annat sångarpastorn Artur Eriksons bakgrundskör under många år. Kort efter Ingemar Braennströms död 18 augusti 1995 upplöstes kören då ingen kände sig manad att ta över eftersom kören var så personligt förknippad med honom.